# Estrazione (chimica)
Per estrazione in chimica si intende la separazione di una o più sostanze da una matrice mediante trattamento con solvente.

## Termodinamica dell'estrazione
Si considera il potenziale chimico del soluto nelle due soluzioni, quella acquosa (aq) e quella organica (o):
- {\displaystyle \mu _{o}=\mu _{o}^{\circ }+RT\;lna_{o}}
- {\displaystyle \mu _{aq}=\mu _{aq}^{\circ }+RT\;lna_{aq}}

mescolando le due soluzioni si avrà la ripartizione del soluto fino al raggiungimento dell'equilibrio, per cui i potenziali saranno uguali:
{\displaystyle \mu _{o}^{\circ }+RT\;lna_{o}=\mu _{aq}^{\circ }+RT\;lna_{aq}}
da cui si ricava:
{\displaystyle {\frac {\mu _{o}^{\circ }-\mu _{aq}^{\circ }}{RT}}=ln\;{\frac {a_{o}}{a_{aq}}}}
il rapporto tra le attività è quindi:
{\displaystyle {\frac {a_{o}}{a_{aq}}}=e^{\frac {\mu _{o}^{\circ }-\mu _{aq}^{\circ }}{RT}}}
Questo rapporto, che dipende solo dalla temperatura, è detto coefficiente di ripartizione (KD) ed è una grandezza termodinamica.
Nell'uso più comune l'estrazione comporta la separazione di una molecola neutra da una soluzione acquosa verso un ambiente con polarità molto più bassa, in queste condizioni è possibile trascurare i coefficienti di attività per cui il coefficiente di ripartizione può essere inteso come rapporto tra le concentrazioni molari:
{\displaystyle K_{D}={\frac {[A]_{o}}{[A]_{aq}}}}

## Stechiometria dell'estrazione
Il solo coefficiente di ripartizione non basta per fare calcoli esatti sulla stechiometria di un'estrazione, occorre un parametro che tenga conto dei comuni equilibri collaterali. Questo parametro è il coefficiente di distribuzione, definito come rapporto tra le concentrazioni analitiche del soluto nelle due fasi:
{\displaystyle D={\frac {C_{o}}{C_{aq}}}}

### Efficienza di estrazione
L'efficienza percentuale è definita dal rapporto tra le moli di soluto estratte e le moli totali:
{\displaystyle \%_{E}={\frac {C_{o}\;V_{o}}{C_{o}\;V_{o}+C_{aq}\;V_{aq}}}}
dividendo numeratore e denominatore per CaqVo si ricava l'efficienza in relazione del coefficiente di distribuzione:
{\displaystyle \%_{E}={\frac {D}{D+{\frac {V_{aq}}{V_{o}}}}}}

### Estrazioni multiple
È facilmente dimostrabile che la quantità di soluto che rimane in soluzione acquosa dopo n estrazioni è:
{\displaystyle C_{aq,\;n}=C_{iniz}\left({\frac {V_{aq}}{DV_{o}+V_{aq}}}\right)^{n}}
Quindi è pratica ordinaria effettuare più estrazioni (di norma 3-5) con piccole aliquote di solvente anziché una sola estrazione con molto solvente.